# Moÿ-de-l'Aisne
 Moÿ-de-l'Aisne  es una población y comuna francesa, en la región de Picardía, departamento de Aisne, en el distrito de Saint-Quentin y cantón de Moÿ-de-l'Aisne.
Durante la Primera Guerra Mundial, fue completamente destruida en 1917 tras ser ocupada por las tropas alemanas, en su retirada.

## Demografía
| 941 | 1 068 | 1 127 | 1 095 | 1 471 | 1 324 | 1 519 | 1 446 | 1 390 | 1 352 | 1 417 | 1 306 | 1 220 | 1 170 | 1 096 | 1 036 | 1 005 | 990 | 1 007 | 932 | 577 | 752 | 1 068 | 1 100 | 1 007 | 1 099 | 1 211 | 1 154 | 1 126 | 1 068 | 1 017 | 1 002 | 995 |
| Para los censos de 1962 a 1999 la población legal corresponde a la población sin duplicidades (Fuente: INSEE [Consultar]) |       |       |       |       |       |       |       |       |       |       |       |       |       |       |       |       |     |       |     |     |     |       |       |       |       |       |       |       |       |       |       |     |